# Quaibrücke
Die Quaibrücke liegt in Zürich zwischen Bellevue und Bürkliplatz und überspannt den sich zur Limmat verengenden Zürichsee. Die rund 121 Meter lange Strassenbrücke weist in der Mitte eine 5,8 Meter breite Tramtrasse, zwei 5,9 Meter breite Richtungsfahrbahnen für den motorisierten Verkehr, zwei 1,5 Meter breite Radwege sowie beidseitig je einen 4,95 Meter breiten Gehweg auf. Sie gehört mit täglich über 50'000 Fahrzeugen und 1530 Tramzügen zu den verkehrsreichen Bauwerken der Zürcher Innenstadt.

## Geschichte

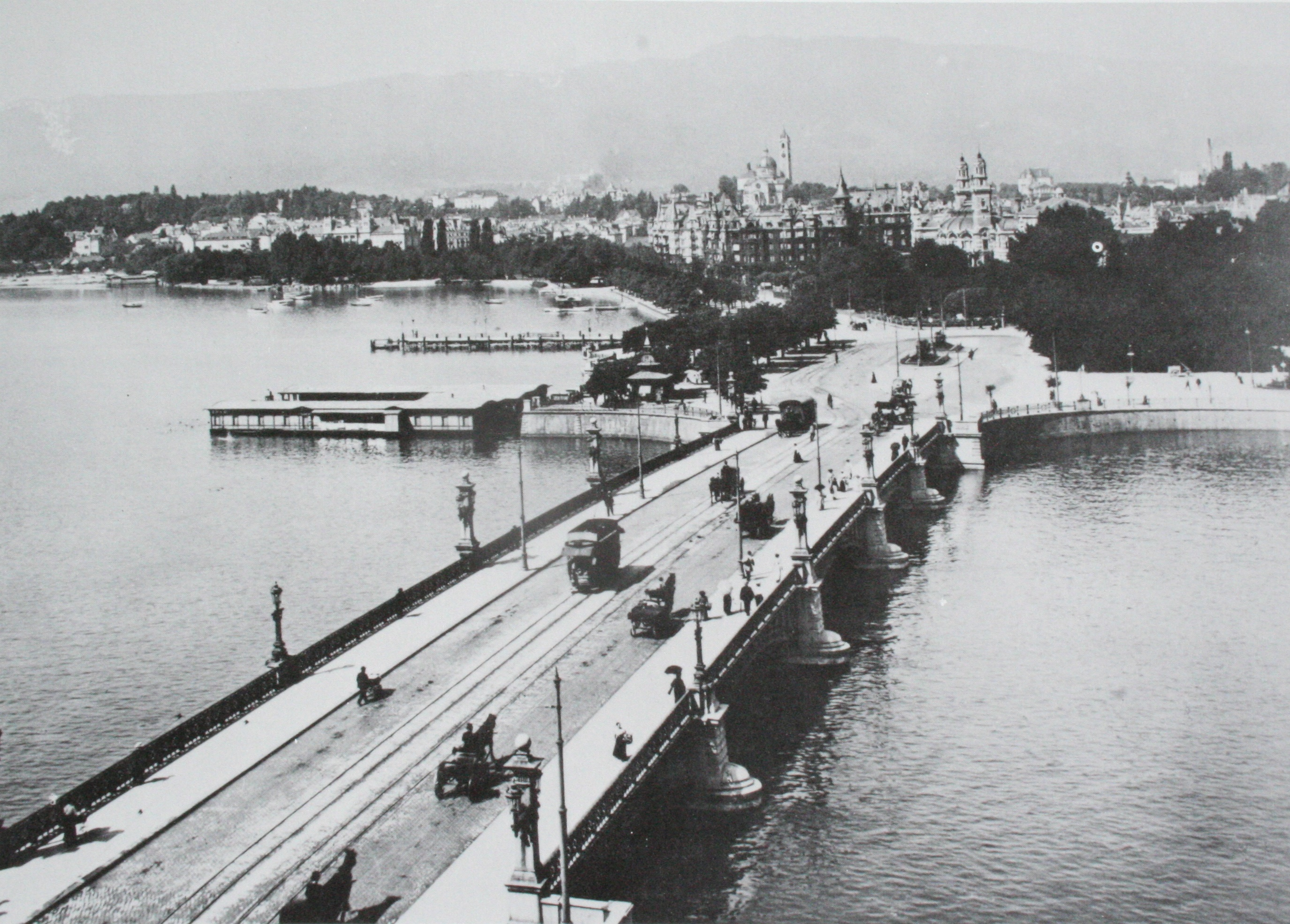
Quaibrücke um 1890

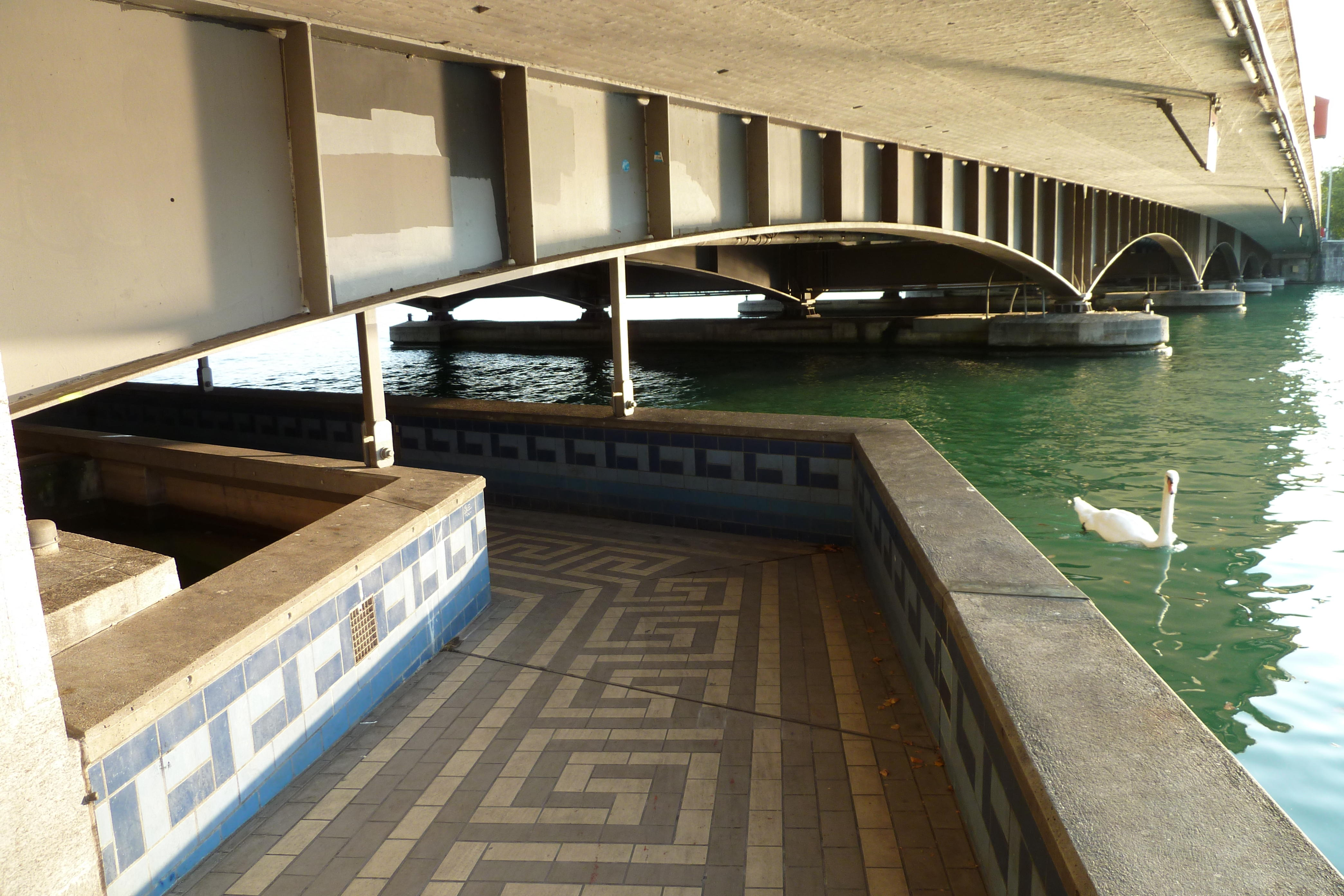
Brückenkonstruktion

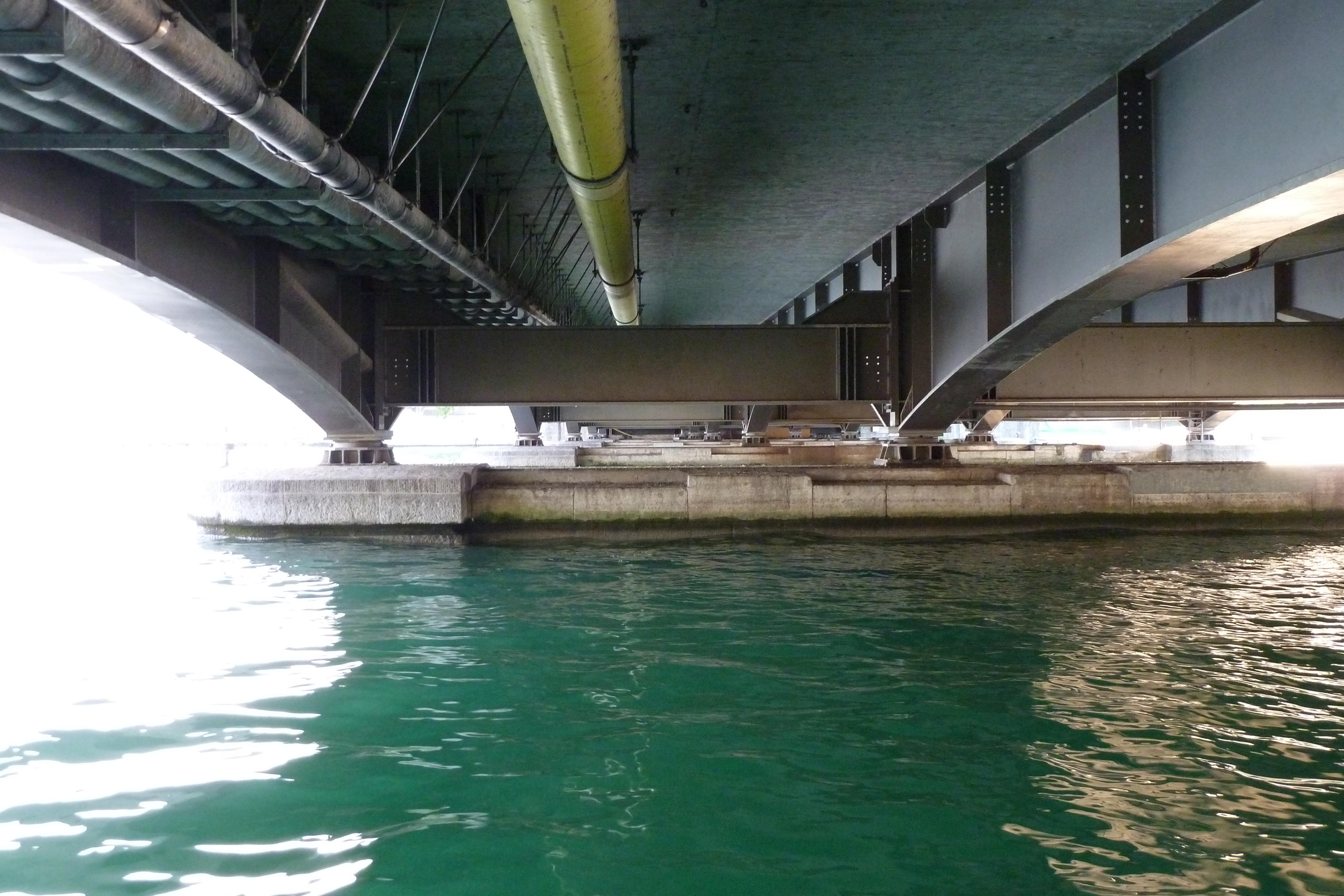
Brückenhauptträger

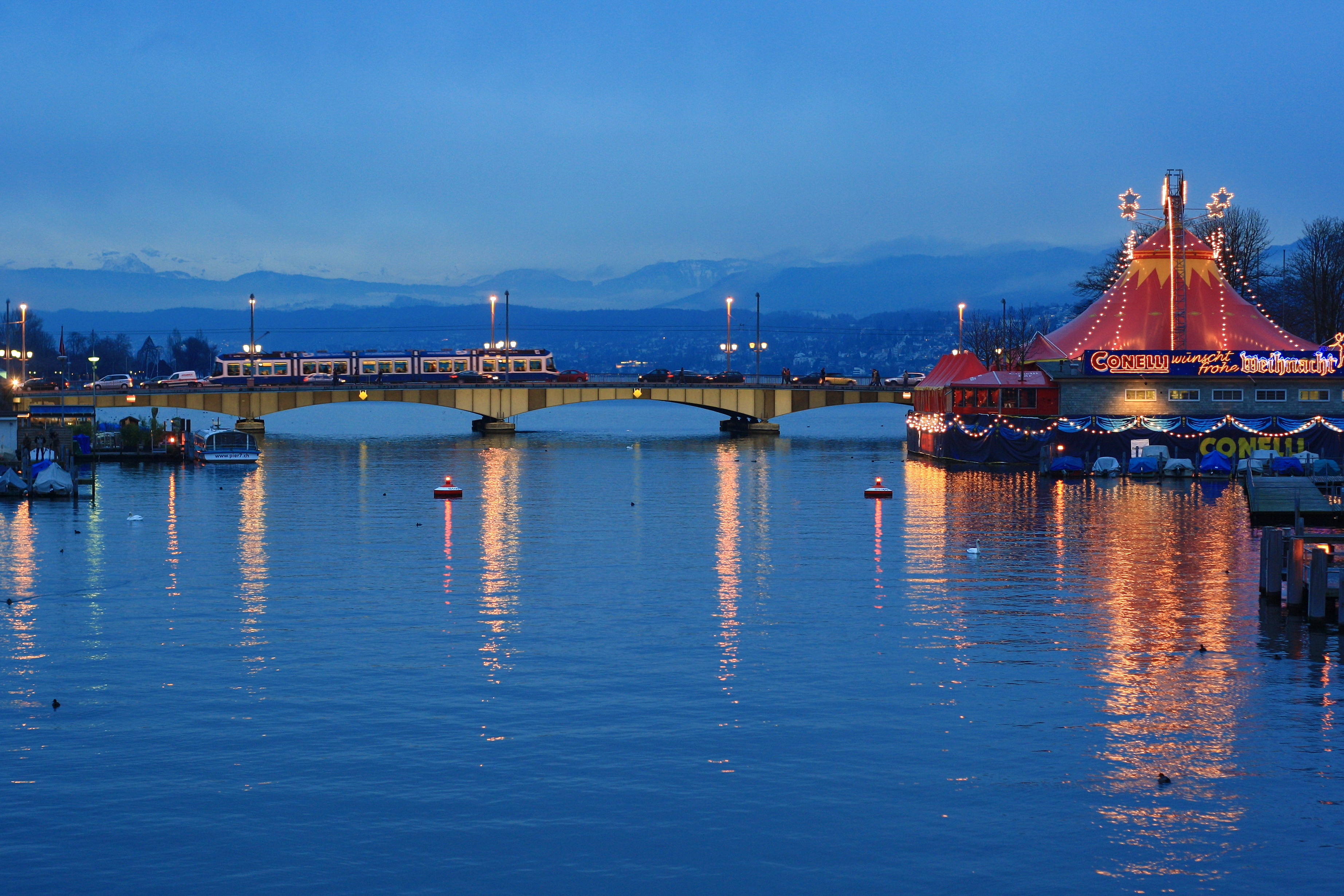
Die gemäss Plan Lumière beleuchtete Quaibrücke, rechts der Circus Conelli auf dem Bauschänzli (Dezember 2009)

Nach heftigem Abstimmungskampf – den Befürwortern wurde «Grossmannssucht und Selbstüberhebung» vorgeworfen – stimmte die Gemeindeversammlung Zürich am 18. Mai 1873 mit grossem Mehr dem Bau einer neuen Brücke für den Durchgangsverkehr zu. 1882 wurde mit dem Bau der ersten Quaibrücke, ein gemeinsames Unternehmen der damaligen Gemeinden Enge, Riesbach und Zürich begonnen, um für die am Ende des Sees zusammenlaufenden Strassen einen neuen, leistungsfähigen Übergang zu schaffen. Planer war der Stadtingenieur Arnold Bürkli. Daneben war sie Teil einer neuen Seeufergestaltung mit breiten Promenaden und Parkanlagen, die jedoch ein halbes Jahr nach der Brücke fertiggestellt wurde.
Das 20 Meter breite Bauwerk war am 31. Dezember 1884 fertiggestellt und wurde nach fünfjähriger Bauzeit am 1. Januar mit einem «fröhlichen Umzug» eingeweiht. 1899 fuhr erstmals die Strassenbahn über die Brücke. 1932 wurde eine neue Fahrbahnplatte, diesmal eine Stahlbetonkonstruktion, eingebaut, 1939 folgte anlässlich der Landesausstellung im Rahmen der Verbreiterung der Brücke auf 28,5 m eine umfangreiche Instandsetzung bzw. Umbau nach den Plänen des Architekturbüros Gebrüder Pfister.
In den Jahren 1982 bis 1984 wurde wegen der stark wachsenden Bauunterhaltsaufwendungen der komplette Brückenüberbau ausgetauscht, wobei dieser nun 30,5 m breit war. Die Baukosten betrugen 18 Mio. SFr. Der Hohlraum am Widerlager Bellevue wurde im Jahr 2007 instand gesetzt und verstärkt.

## Konstruktion

### Unterbau
Der schlechte Baugrund mit Seekreide und Faulschlamm führte zur Ausführung einer Tiefgründung. Die vier Pfeiler und beiden Widerlager stehen auf jeweils 130 bis 150 Pfählen aus Tannenholz mit Längen von 12 bis 15 m. Während des Baus des Widerlagers beim Bellevue rutschten Seekreide- und Faulschlammschichten ab, wobei das Widerlager teilweise zerstört wurde. Daher wurde hinter dem Widerlager ein 25 Meter langer Hohlraum erstellt, den eine Betonplatte überbrückt. Die vier rund 26 Meter langen und zwei Meter breiten Pfeilerscheiben bestehen aus unbewehrtem Beton.

### Überbau
Der Überbau weist fünf Öffnungen mit Stützweiten von 22,625 Meter bei den Randfeldern, 24,76 Meter bei den ersten Innenfeldern und 26,52 Meter bei der Mittelöffnung auf. Der Verbundquerschnitt der Balkenbrücke besteht aus vier bogenförmigen, stählernen Hauptträgern mit einer Höhe von drei Metern über den Pfeilern und 1,1 Metern in Feldmitte, die mit der 25 bis 45 Zentimeter starken Stahlbetonfahrbahnplatte kraftschlüssig verbunden sind. Die Vorgängerbrücke besass acht Blechträger gleicher Form, ursprünglich waren es sechs Stück. Der neue, 4080 Tonnen schwere Überbau wurde neben dem alten, 3720 Tonnen schweren hergestellt und im März 1984 innerhalb von 36 Stunden durch einen gleichzeitigen Querverschub beider Überbauten ausgetauscht.